# Dinden-Nationalpark
Der Dinden-Nationalpark (englisch Dinden National Park) ist ein etwa 197 Quadratkilometer großer Nationalpark in Queensland, Australien. Seit 1988 ist er wegen seiner natürlichen Schönheit, der Artenvielfalt und seiner Evolutionsgeschichte als Habitat für zahlreiche bedrohte Tierarten und als UNESCO-Weltnaturerbe Wet Tropics of Queensland gelistet. Der Park ist außerdem Teil der Wooroonooran Important Bird Area in der zahlreiche endemische Vogelarten beheimatet sind.

## Lage und Zugang
Der Park befindet sich in den Atherton Tablelands und liegt etwa 20 Kilometer östlich von Mareeba und 22 Kilometer westlich von Cairns. Im Norden grenzt er unmittelbar an den Barron-Gorge-, im Westen an den Barron-Gorge- und im Süden an den Danbulla-Nationalpark. Zu erreichen ist der Park über den Kennedy Highway, auf etwa halbem Weg zwischen Mareeba und Speewah zweigt die Davies Creek Road ab, auf der man nach 10 Kilometern den Dinden Campground erreicht. Eine weitere Zufahrtsstraße führt vom Kennedy Highway, etwa 9 Kilometer südlich von Kuranda  über die Clohesy River Road ebenfalls in den Park. Für alle Straßen im Nationalpark wird ein Allradfahrzeug empfohlen, während der Regenzeit können diese zeitweise unpassierbar werden.

## Landschaft
Der Dinden-Nationalpark erstreckt sich über weite Teile der Lambs Range, einem Gebirgszug im Hinterland von Cairns. An den östlichen, niederschlagsreichen Hängen dominiert tropischer Regenwald, auf der westlichen, regenabgewandten Seite dagegen Eukalyptus-Wald. Zwischen diesen beiden gegensätzlichen Vegetationszonen verläuft ein schmaler Streifen von feuchter Hartlaubvegetation (englisch Wet Sclerophyll). Hier befindet sich auch eines von insgesamt drei Rückzugsgebieten des gefährdeten Northern Bettong (Bettongia tropica) aus der Familie der Rattenkängurus. Diese kleine, als Einzelgänger lebenden Tiere ernähren sich fast ausschließlich von Trüffel.
Einige vom Aussterben bedrohte Tierarten wie der Common Mist Frog (Litoria rheocola), der Waterfall Frog (Litoria nannoti) und der Australian Lacelid (Nyctimystes dayi) leben im Gebiet des Parks. Als gefährdet werden der Diadem-Maskenzwergpapagei (Cyclopsitta diophthalma macleayana) und der Rostkauz (Ninox rufa queenslandica) eingestuft.